# Kaos (serie televisiva)
Kaos è una serie televisiva britannica del 2024 prodotta da Netflix e ideata da Charlie Covell.
Si tratta di una serie di genere drammatico, commedia nera e mitologico, ispirati alla mitologia greca. Jeff Goldblum interpreta il protagonista, Zeus, e Stephen Dillane il narratore, Prometeo.

## Ambientazione
La storia si ambienta nella Grecia dei giorni nostri, nello specifico a Creta, dove continua a esistere la venerazione degli dei classici e ad avvenire eventi quali celebrazioni pubbliche, sacrifici umani e feste in onore degli dei. Zeus e gli altri dei vivono sull'Olimpo, nutrendosi dell'acqua del Meandro, una fontana dall'aspetto di un cerchio d'acqua fluttuante, che garantisce loro l'immortalità. Tutti, mortali e dei, alla nascita ricevono dalle Moire una profezia criptica sul loro futuro ed è impossibile per qualcuno avere la stessa profezia di un altro individuo.
Come negli antichi tempi, al funerale dei mortali, un obolo viene messo nella loro bocca per pagare il loro passaggio negli Inferi, ma nei tempi moderni, gli dei hanno introdotto una cornice nel Lete che permette all'anima dotata di obolo di eseguire una reincarnazione chiamata "Rinnovamento", mentre coloro che hanno sfidato gli dei vengono puniti come all'epoca, gli sprovvisti di obolo penano vagando negli Inferi per secoli venendo assunti per aiutare le anime degne a entrare in acqua, prima di essere ammessi nel Lete (a chiarire chi è degno o meno, il fiume non permetterà all'anima indegna, o non pronta, di immergersi in esso).
Sulla Terra, la presenza o esistenza degli Dei non è messa in discussione dai mortali, ma molti di essi vanno contro il loro volere, creando violenti divari tra i fedeli e i sacrilegi, primi tra questi, i rifugiati Troiani accolti a Creta, che hanno il coraggio di sfidare gli dei dissacrando i loro monumenti. Tra i più fedeli, le sacerdotesse di Era, le Tacite, hanno il dovere di recidersi la lingua, offrirla alla dea e diventare confessionali per i mortali, che ignorano che i loro segreti sono riportate dalle lingue recise nel santuario di Era.
Da molti dialoghi se ne deduce che la mitologia ha preso una piega diversa, adattata dagli dei stessi nelle storie conosciute: per esempio Persefone specifica che fu Era ad aver aggiunto il dettaglio che Ade la rapì e la forzò a sposarlo, mentre in realtà lei lo amava sinceramente; Estia è detta essere il cane di Zeus che suo padre accidentalmente uccise, provocando la Titanomachia; ed Era, più semplicemente, punisce le amanti di suo marito trasformandole in api che tiene chiuse nel suo allevamento nell'Olimpo. Non è inoltre del tutto chiaro se, alla pari di Percy Jackson, i vari miti visti prendere luogo nella serie sono un'inconsapevole replica di eventi già avvenuti in antichità o se essi stessi siano gli eventi originali.

## Trama
Prometeo, incatenato ad una rupe mentre un'aquila gli mangia il fegato ripetutamente, che nonostante tutto viene convocato quotidianamente da Zeus per fargli da confidente e amico, osserva con eccitante attesa la realizzazione della profezia di tre mortali, Riddy, Ceneo, e Ari, i quali hanno il fortuito caso di possedere tutti e tre la stessa profezia, che anche lo stesso Zeus possiede: "Una linea appare, l'Ordine si azzera, la Famiglia cade e il Kaos impera".
Riddy, scontenta moglie del famoso cantante Orfeo, muore investita da un camion. Volendo raggiungerla nell'aldilà, Orfeo non le dona l'obolo al funerale, ma prima che si suicidi, giunge a lui Dioniso che, nel tentativo di fare colpo su suo padre e mostrarsi un dio importante, lo aiuta a raggiungere da vivo l'Ade. Nel frattempo, Riddy arriva negli Inferi dove, scoprendo con orrore di non avere l'obolo, non può Rinnovarsi ed è costretta a lavorare come guardasponda con Ceneo, un'amazzone transgender, con il quale scopre non solo condivide con lui la profezia, ma scopre per caso che le anime che eseguono il Rinnovo non si reincarnano, ma sono prosciugati per nutrire il Meandro dell'Olimpo, garantendo immortalità agli dei.
Tra gli dei, intanto, inizia a crearsi un divario quando Zeus nota una ruga e la interpreta come la linea della sua profezia e questa sua ossessione nel porvi rimedio causa la scoperta del furto di un suo regalo di compleanno e, più avanti, del tradimento di sua moglie con suo fratello Poseidone. Nel suo piano per sistemare il suo regno, gli dei forzano il presidente cretese, Minosse, a compiere crudi e violenti gesti nei confronti dei profani Troiani, contro il volere di sua figlia Ari, che infine lo ucciderà per ciò, come la profezia del reggente suggeriva, stufa che il padre desse la responsabilità delle sue scelte agli dei.
Il divario tra gli dei infine scaturisce nella scissione della famiglia divina, mentre Orfeo riesce a portare Riddy nel mondo dei vivi dove si appresta a rivelare la verità dietro il Rinnovo, mentre Ceneo, tentando di fermare la sua appena defunta madre dal passare la cornice, scopre di essere in grado di invertire il prosciugamento delle anime, che Ade intende usare per fermare l'arrogante dominio del fratello. Grazie a tali eventi, Zeus è privato del suo status di immortale, mentre Prometeo è libero della sua eterna punizione, diventando il nuovo sovrano dell'Olimpo. A discapito dei suo sforzi, Zeus ha avverato la profezia e ora il Kaos impera.

## Episodi
| nº | Titolo originale | Titolo italiano | Pubblicazione  |
| -- | ---------------- | --------------- | -------------- |
| 1  | Episode 1        | Episodio 1      | 29 agosto 2024 |
| 2  | Episode 2        | Episodio 2      | 29 agosto 2024 |
| 3  | Episode 3        | Episodio 3      | 29 agosto 2024 |
| 4  | Episode 4        | Episodio 4      | 29 agosto 2024 |
| 5  | Episode 5        | Episodio 5      | 29 agosto 2024 |
| 6  | Episode 6        | Episodio 6      | 29 agosto 2024 |
| 7  | Episode 7        | Episodio 7      | 29 agosto 2024 |
| 8  | Episode 8        | Episodio 8      | 29 agosto 2024 |

## Personaggi e interpreti

### Personaggi principali
- Zeus, interpretato da Jeff Goldblum, doppiato da Angelo Maggi.[3]
È il padre e re degli dei. Vive negli agi di un miliardario contemporaneo in una gigantesca villa sul Monte Olimpo e regna sugli umani come un egocentrico violento e vendicativo che esige eterni omaggi. Ha tantissimi figli, di cui alcuni semi-umani, ma ha contatti solo con Dioniso.
- Era, interpretata da Janet McTeer, doppiata da Fabrizia Castagnoli.[3]
È la moglie-sorella di Zeus, gelosa e violenta, scopre sempre le "scappatelle" del marito e colpisce le amanti trasformandole in api o in altre creature. Possiede uno scaffale infinito nel quale detiene tutte le confessioni e le preghiere fatte dai mortali alle Tacite.
- Prometeo, interpretato da Stephen Dillane, doppiato da Antonio Sanna.[3]
Uno dei primi uomini, è incatenato in eterno e condannato da Zeus a soffrire per sempre senza mai morire. Era un compagno di infanzia del dio e viene da lui teletrasportato spesso sul Monte Olimpo per fargli da confidente.
- Euridice "Riddy", interpretata da Aurora Perrineau, doppiata da Eleonora Reti.[3]
Moglie di Orfeo, per il quale soffre perché non lo ama più ma non sa come dirglielo. Finisce negli inferi dove affronta la sua sottotrama.
- Dioniso, interpretato da Nabhaan Rizwan, doppiato da Andrea Oldani.[3]
Figlio di Zeus, si odia con la matrigna Era e passa la maggior parte del suo tempo sulla Terra, dove si da alla festa continua, in locali, concerti e discoteche. È pansessuale e spesso ha rapporti con umani. Grande fan di Orfeo, lo aiuta a raggiungere Euridice negli Inferi.
- Orfeo, interpretato da Killian Scott, doppiato da Dodo Versino.[3]
È un famoso cantante della Creta contemporanea, sposato con Euridice (di cui è ancora profondamente innamorato, senza essere più ricambiato). Cercherà di recarsi negli inferi per recuperarla.
- Ceneo (nata Cenide), interpretato da Misia Butler, doppiato da Riccardo Suarez.[3]
È un ragazzo trans, che quando era donna era un'amazzone, ucciso dieci anni prima degli eventi della serie da un gruppo di altre amazzoni. Essendo stato seppellito senza obolo, non può accedere alla Cornice e deve scontare la sua pena di duecento anni come dipendente nell'Ade. Guiderà e seguirà Euridice nel suo viaggio.

### Personaggi ricorrenti
- Poseidone, interpretato da Cliff Curtis, doppiato da Pasquale Anselmo.[3]
Fratello di Zeus e fratello-amante di Era, è il Dio del mare, nonché "padrone" di Minosse, che agisce per suo ordine quando condanna a morte il figlio Glauco e fa uccidere i sette troiani.
- Ade, interpretato da David Thewlis, doppiato da Franco Mannella[3]
Fratello di Zeus e dio degli Inferi. Nel mondo contemporaneo ha rimodernato il suo regno rendendolo una sorta di centro di smistamento, con dipendenti, edifici e video di presentazione.
- Persefone, interpretata da Rakie Ayola e doppiata da Roberta Pellini.[3]
Moglie di Ade e regina degli inferi. Tiene a specificare che a differenza di quanto racconta il mito, lei non è stata rapita o violentata da Ade, ma si è innamorata di lui e lo ha seguito volontariamente. Spesso prende in mano le redini della situazione soprattutto quando Ade viene attaccato da Zeus.
- Arianna "Ari", interpretata da Leila Farzad, doppiata da Benedetta Degli Innocenti.[3]
Figlia di Minosse, presidente di Creta, e Pasifae e sorella gemella di Glauco, per la cui morte si sente responsabile per tutta la vita. Soffre anche perché la madre la detesta fin da piccola proprio in virtù di ciò che ha fatto da neonata.
- Minosse, interpretato da Stanley Townsend e doppiato da Paolo Marchese.[3]
Presidente di Creta, marito di Pasifae e padre di Arianna e del gemello Glauco. Segue gli ordini di Poseidone, al costo di rovinare la sua relazione con la famiglia, per restare al potere.
- Cassandra, interpretata da Billie Piper, doppiata da Federica De Bortoli.[3]
Una donna che profeta alcuni eventi cripticamente, non venendo capiti se non quando si realizzano, o urlando avvertimenti che nessuno ascolta.
- La Tacita, interpretata da Michelle Greenidge.
Sacerdotessa del culto di Era, per la quale ha rinunciato non solo all'uso della parola, ma anche a sua figlia, che altri non è che Riddy.
- Prue, interpretata da Rosie Cavaliero, doppiata da Ilaria Giorgino.[3]
Una pimpante e socievole anima irrisolta che lavora con Riddy e Ceneo, formando un quartetto assieme ad Adrian.
- Adrian, interpretato da Kurt Egyiawan.
Anima irrisolta pacata e gentile che lavora con Riddy e Ceneo, formando un quartetto assieme a Prue.
- Le Moire.
Sono le divinità che si occupano di decidere la vita e la morte. In questa veste hanno l'aspetto di tre uomini fluidi. Sono perennemente annoiate e passano gran parte del loro tempo alla Caverna, il pub di Polifemo, nel quale fanno sfidare mortali disperati che vogliono accedere all'Ade per recuperare un caro defunto, missione che nessuno è mai riuscito a concludere.
  - Lachesi "Lachy", interpretata da Eddie Izzard, doppiata da Antonella Alessandro.[3]
  - Cloto, interpretata da Chè, doppiata da Marco Briglione.[3]
  - Atropo, Interpretata da Sam Buttery, doppiata da Francesco Meoni.[3]
- Le Erinni.
Sono le divinità dedite a tormentare coloro i quali si macchiano di crimini orribili, spingendoli sempre più nella disperazione e, infine, al suicidio. Qui rappresentate come delle motocicliste, prendono di mira Ari, ma stranamente non per l'uccisione di suo fratello nella culla, ma bensì per rivelare il suo vero fato.
  - Aletto, interpretata da Cathy Tyson, doppiata da Marta Altinier.[3]
  - Tisifone "Tisi", interpretata da Donna Banya, doppiata da Francesca Buttarazzi.[3]
  - Megera "Meg", interpretata da Natalie Klamar, doppiata da Monica Bertolotti.[3]
- Medusa, interpretata da Debi Mazar e doppiata da Claudia Catani.[3]
Ricopre il ruolo di supervisore nel funzionamento dell'Ade. Tiene perennemente un turbante in testa per coprire i suoi capelli serpentini pietrifichino qualcuno: visto che è anche morta, il suo sguardo pietrificante è inefficace. Fa parte dei ribelli e cerca di favorire l'avverarsi della profezia riguardante la caduta della famiglia olimpica.
- Teseo, interpretato da Daniel Lawrence Taylor, doppiato da Fabio Gervasi.[3]
Guardia del corpo di Ari, per il quale prova qualcosa, ma non è ricambiata, che si rivela essere un alleato dei Troiani.
- Pasifae "Pas", interpretata da Shila Ommi, doppiata da Laura Boccanera.[3]
Moglie di Minosse, vive nel lutto ricordando Glauco e incolpando Ari.
- Dedalo, interpretato da Mat Fraser, doppiato da Raffaele Palmieri.[3]
"Prigioniero" di Minosse assieme al figlio Icaro (morto quando tentò la fuga in volo). Per il presidente rinchiuse Glauco nelle celle del Labirinto e lo "trasformò" nel Minotauro. Pubblicamente, è l'artista della famiglia presidenziale. Soffre di focomelia alle braccia.
- Glauco/Minotauro, interpretato da Fady Elsayed
Gemello di Ari, che lei crede di aver ucciso nel sonno da piccola, ma che in realtà fu rinchiuso nelle segrete del Labirinto, di cui ne è diventato il selvaggio carnefice, a causa di una profezia in cui il padre sarebbe morto per mano del suo primogenito (respirante).
- Andromaca, interpretata da Amanda Douge, doppiata da Michela Alborghetti.[3]
Principessa dei Troiani, vedova e consigliera di sua suocera la Regina.
- Ecuba, interpretata da Gilian Cally, doppiata da Antonella Giannini.[3]
Regina dei Troiani, cerca sempre di restare in buoni rapporti con Minosse.
- Astianatte "Nax", interpretato da Daniel Monks, doppiato da Gabriele Patriarca.[3]
Figlio di Andromaca e capo dei Sette Troiani e amante di Teseo. Si pensava che fosse morto dopo che fu gettato giù dalle mura di Troia, ma in realtà è vivo e guida un gruppo di profani dediti a insultare gli dei. Muore per mano del Minotauro ed è poi prosciugato dalla Cornice, con Ade che tenta di salvarlo.
- Caronte, interpretato da Ramon Tikaram, doppiato da Andrea Lavagnino.[3]
Amante di Prometeo che quest'ultimo uccise e spedì nell'Oltretomba, per il bene della profezia, dove divenne il traghettatore dei defunti.
- Polifemo "Poli", interpretato da Joe McGann, doppiato da Stefano Thermes.[3]
Titolare, orbo da un occhio, della Caverna.
- Anatolio, interpretato da Robert Emms.
Si scontra con Orfeo alla Caverna per andare negli inferi e riportare in vita il defunto figlio. Per il regolamento, Caronte può solo portare un vivo dall'altra parte dello Stige, e, siccome Orfeo è importante per la profezia, il traghettatore lo getta nel fiume, dove è poi divorato dalla Scilla.

## Distribuzione
È uscita internazionalmente su Netflix il 29 agosto 2024.È stata cancellata ufficialmente l'8 ottobre 2024, dopo una sola stagione.

### Edizione italiana
Il doppiaggio italiano, diretto da Lucio Saccone su dialoghi di Antonella Giannini vede Angelo Maggi, Fabrizia Castagnoli, Franco Mannella e Antonio Sanna nei ruoli di Zeus, Era, Ade e Prometeo.